# Gelis spurius
Gelis spurius là một loài tò vò trong họ Ichneumonidae.